# Jason Dufner
Jason Christopher Dufner (24 de marzo de 1977) es un golfista profesional estadounidense que actualmente juega en el PGA Tour, donde ha ganado cinco veces.  Ha sido campeón mayor del Campeonato PGA 2013 .  También fue subcampeón en el Campeonato PGA 2011 , perdiendo un playoff ante Keegan Bradley .  Fue clasificado en el top 10 del Ranking Mundial de Golf Oficial durante 50 semanas; su ranking más alto en su carrera es el sexto puesto en septiembre de 2012.

## Primeros años
Dufner Nació en Cleveland, Ohio. Se mudó al área de Washington, D.C. cuándo tenía 11 años, y luego a Fort Lauderdale, Florida, cuándo tenía 14. Fue allí donde empezó a jugar golf, y jugó para St. Thomas Aquinas High School durante su formación, júnior, y años de séniors.

## Carrera amateur
Dufner fue un deportista no reclutado de Auburn University, donde ganó tres veces en su carrera universitaria y tuvo Mención Honorífica All-American en 1997. Se graduó en Auburn en 2000 con un grado en economía.

## Carrera profesional
A inicios de su carrera, Dufner luchó para mantener un lugar en el PGA Tour. Fue miembro del PGA Tour en 2004 y el Nationwide Tour en 2001, 2002, 2003, 2005 y 2006. Dufner Ganó dos eventos durante su tiempo en el Nationwide Tour, el Buy.com Wichita Open en 2001 y el LaSalle Bank Open en 2006.
Actualmente, usa los palos de la marca Cobra Golf.

## Vida personal
El 5 de mayo de 2012, Dufner se casó con su novia Amanda Boyd, quien lo conoció en 2009 a través de amigos en común en Auburn. Estuvieron divorciados a inicios de 2015.
| Núm. | Fecha              | Torneo                            | Puntuación ganadora | A par | Margen de victoria | Corredor(s)-arriba            |
| ---- | ------------------ | --------------------------------- | ------------------- | ----- | ------------------ | ----------------------------- |
| 1    | Apr 29, 2012       | Zurich Clásico de Nueva Orleans   | 67-65-67-70=269     | −19   | Play off           | Ernie Els                     |
| 2    | 20 de mayo de 2012 | HP Campeonato de Nelson del Byron | 67-66-69-67=269     | −11   | 1 golpe            | Dicky Orgullo                 |
| 3    | Aug 11, 2013       | PGA Campeonato                    | 68-63-71-68=270     | −10   | 2 golpes           | Jim Furyk                     |
| 4    | Jan 24, 2016       | CareerBuilder Reto                | 64-65-64-70=263     | −25   | Play off           | David Lingmerth               |
| 5    | Jun 4, 2017        | Torneo conmemorativo              | 65-65-77-68=275     | −13   | 3 golpes           | Rickie Fowler, Anirban Lahiri |